# Classe Vinograd
Le unità appartenenti alla classe Vinograd (progetto RĖF-100 secondo la classificazione russa) sono piccole navi da sorveglianza idrografica di sviluppo e costruzione sovietica. Costruite negli anni ottanta presso il cantiere navale finlandese di Rauma-Repola, a Savonlinna. Sono classificate in Russia come in russo гидрографическое судно?, gidrografičeskoe sudno, "nave idrografica", abbreviato GS.
Nel maggio 2009, ne risultano operativi due esemplari, entrambi entrati in servizio nel 1985. Si tratta dei GS-525 (Flotta del Baltico) e GS-526 (Flotta del Nord).